# Бокер (Гар)
Бокер (фр. Beaucaire) је насељено место у Француској у региону Лангдок-Русијон, у департману Гар.
По подацима из 2011. године у општини је живело 15.894 становника, а густина насељености је износила 183,7 становника/km².

## Демографија
| 1962.  | 1968.  | 1975.  | 1982.  | 1990.  | 2011.  |
| ------ | ------ | ------ | ------ | ------ | ------ |
| 11.061 | 12.740 | 12.829 | 12.840 | 13.400 | 15.894 |